# Victor Manga
Victor Manga (1939–1970) foi um instrumentista virtuose brasileiro. Tocou ao lado dos maiores instrumentistas no lendário Beco das Garrafas no período da Bossa Nova. Era comparado ao fabuloso baterista Edson Machado, o metralhadora, pela sua agilidade na bateria. Nos Talk-show produzidos pelo dupla Miele-Boscoli, o coreógrafo ítalo-americano Lennie Dale, radicado no Brasil, sempre escolhia os dois bateristas, Edson Machado e Victor Manga, para participarem nas produções artísticas devido as suas habilidades rítmicas, improvisando dentro do tempo os holofotes que se acendiam no minúsculo palco da boate Bottles, que se tornou uma sensação para a época. 
Integrou mais tarde o "Salvador Trio" ao lado de Dom Salvador e Edson Lobo, em 1965. Em 1966, tocou ao lado de Baden Powell no fenomenal show Ao Vivo no Teatro Santa Rosa. Fez parte do grupo musical "A Turma da Pilantragem", entre 1968 e 1969. Também foi integrante do grupo musical "A Brazuca", em 1969. Morreu prematuramente no dia 13 de agosto de 1970.

## Discografia
- (1970) Antonio Adolfo e A Brazuca 2 (Antonio Adolfo e A Brazuca)
- (1969) A Turma da Pilantragem (A Turma da Pilantragem)
- (1969) A Turma da Pilantragem Internacional (A Turma da Pilantragem)
- (1969) Antonio Adolfo e A Brazuca (Antonio Adolfo e A Brazuca)
- (1968) A Turma da Pilantragem (A Turma da Pilantragem)
- (1966) c/ Baden Powell, Carlos Monjardim e Oscar Castro Neves - Ao Vivo no Teatro Santa Rosa
- (1965) c/ Dom Salvador e Edson Lobo - Salvador Trio